# Gouyave
Gouyave – miasto w Grenadzie, w zachodniej części wyspy Grenada; 2991 mieszkańców (2013). Drugie co do wielkości miasto kraju i stolica parafii Saint John.